# Mengyán András

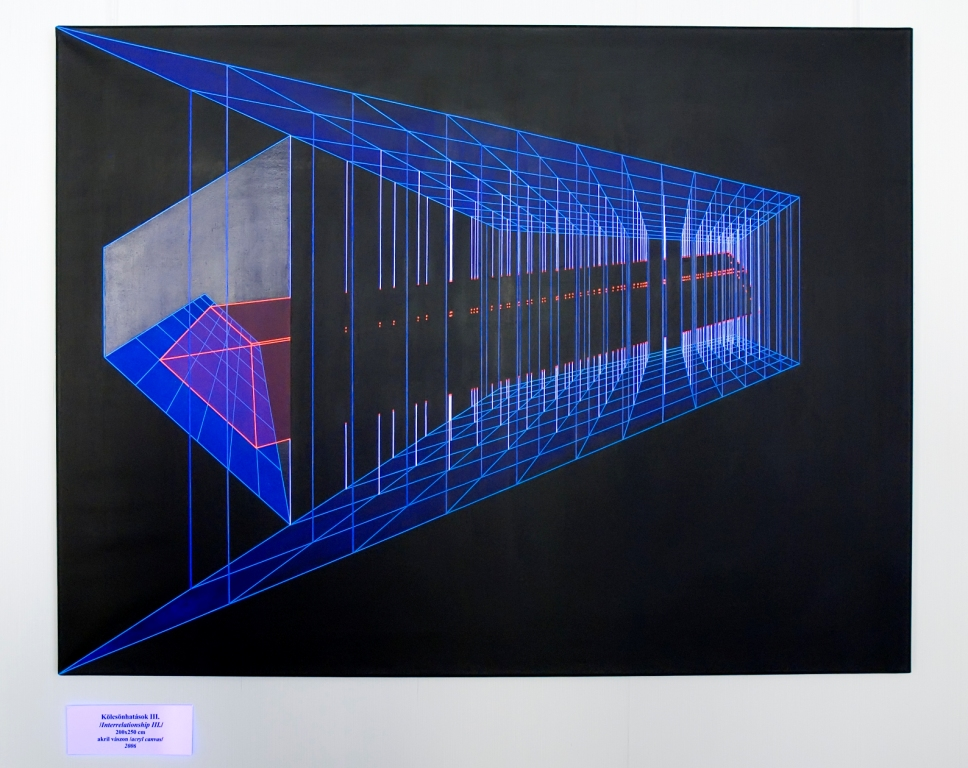
>Geometria I.

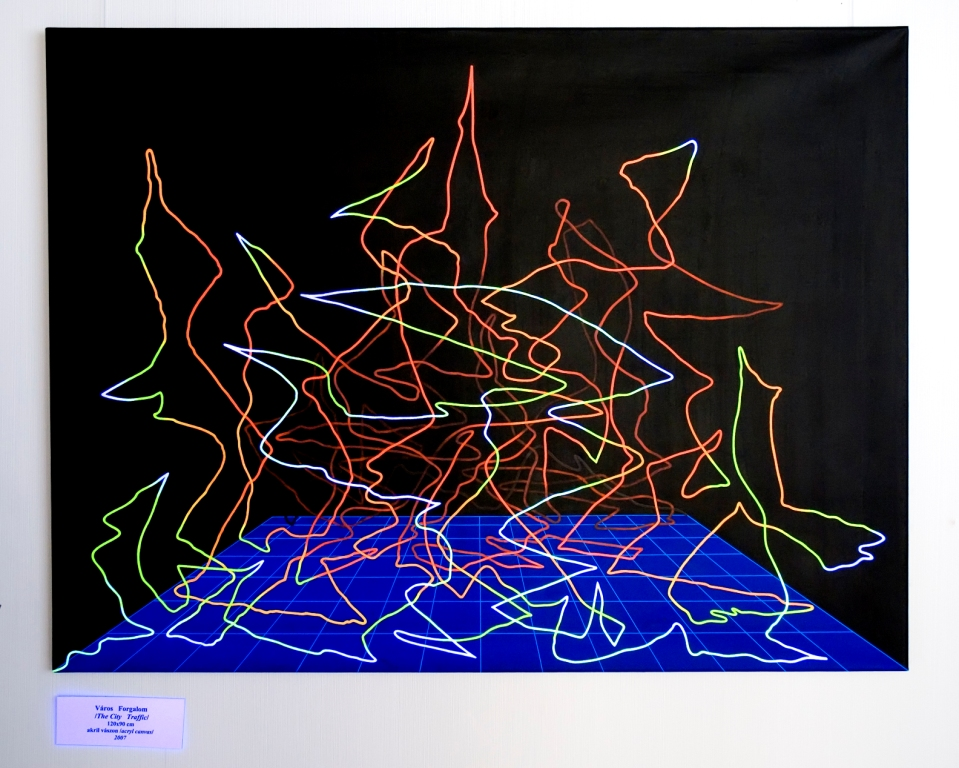
Geometria II.

Mengyán András (Békéscsaba, 1945. március 26. –) magyar festő, grafikus és
designer, a bergeni Képző- és Iparművészeti Főiskola tanára (Norvégia). Ipari formatervező és képzőművész.

## Életpályája
Békéscsabán érettségizett, a helyi gimnáziumban (akkori neve: Békéscsabai Állami Rózsa Ferenc Általános Fiúgimnázium). Az Iparművészeti Főiskolát 1968-ban végezte el. Tagja a Norvég Képzőművészek Szövetségnek, 1990–93-ig az ICSID Formatervezők Nemzetközi Szövetsége Végrehajtó Bizottságának. 1969 és 1990 között a Magyar Iparművészeti Főiskola tanára és a MIF Alapképzési Intézetének igazgatója. 1990-től a bergeni Iparművészeti Főiskola professzora. Budapesten és Bergenben él.

## Művészete
„Az Iparművészeti Főiskolának fantasztikus légköre volt, talán azért is, mert Dózsa Farkas András tanszékvezető és Németh Aladár formatervező tanár baráti-szakmai légkört teremtettek.” – vallotta Mengyán András.
Az 1970-es évek közepén csatlakozott a Bak Imre, Fajó János és Nádler István által létrehozott Budapesti Műhelyhez, mert ő is vallotta azt, amit az alapítók, a neoavantgárd művészetet közel kell hozni a közönséghez, sőt a köztük álló falat le kell bontani, s az egész vizuális emberi környezetet jobbá kell tenni.
Művészetének eszközei a két- vagy háromdimenzióssá tágított tér, matematikai számítások, geometrikus szerkesztés, színek, fények, audiovizuális eszközök. Kazimir Malevics fehér alapon fekete négyzetét alaposan ki tudja használni, a végtelen érzetét sugározza a véges terepasztalról, amelyen megteremti a varázslatos transzparenciát. Kiváló művész és kiváló iparművész, nincs ebben semmi ellentmondás, ez a modern kor kihívása, s jótéteménye, gondoljunk csak bele, Henri Toulouse-Lautrec sem restellt plakátokat festeni a Montmartre mulatóinak.
A Budapesti Műhely szellemiségét legkövetkezetesebben Mengyán képviseli az ő alkotói munkásságával. Mint minden absztrakt festő, ő is készít sorozatokat.

## Híres sorozatai (válogatás)

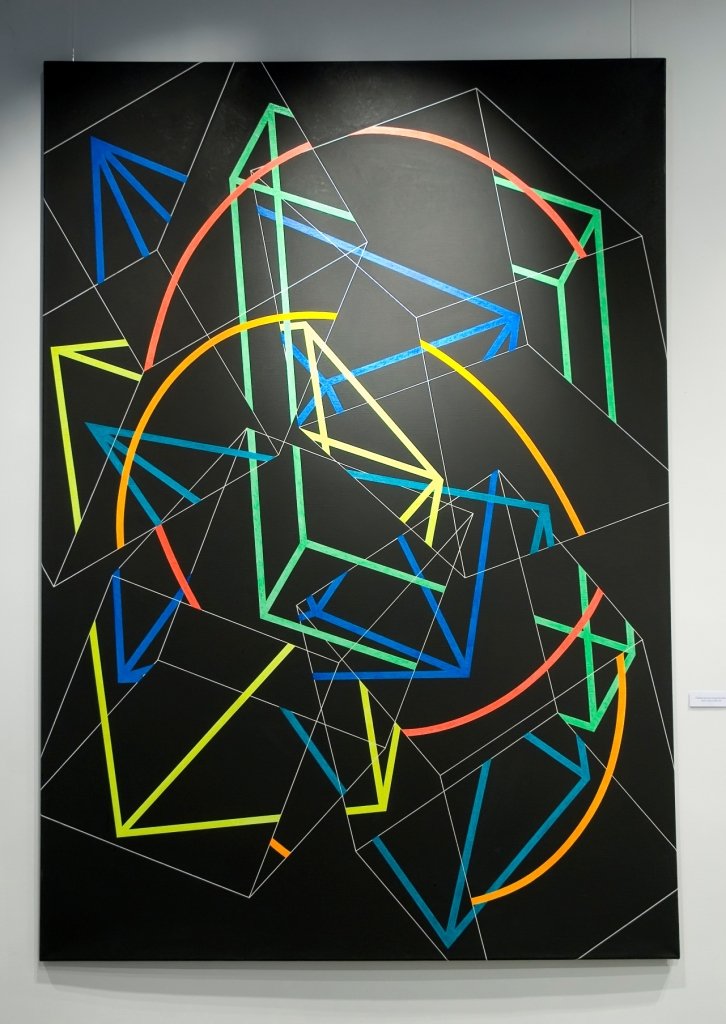
Geometria III.

- A formák logikája (kép- és grafikasorozat, 1960-as évektől)
- Térkoordináták : M-forma rendszer (1966-1970)
- A formák didaktikája (1980-as évek)
- Vizuális programok (1977-1982)
- Programozható installáció (1985)
- Hatdimenziós tört vonal, (1988)
- Több nézőpontú forrástöredék, (1997)
- Utca I-III. (2000-től)

## Ipari formatervezései (válogatás)
- Hulladékgyűjtő, 1997
- Vezérlőpult, 1998
- Szelektív - veszélyes hulladéktároló, 2001
- Levélszekrények, 2002

## Galéria

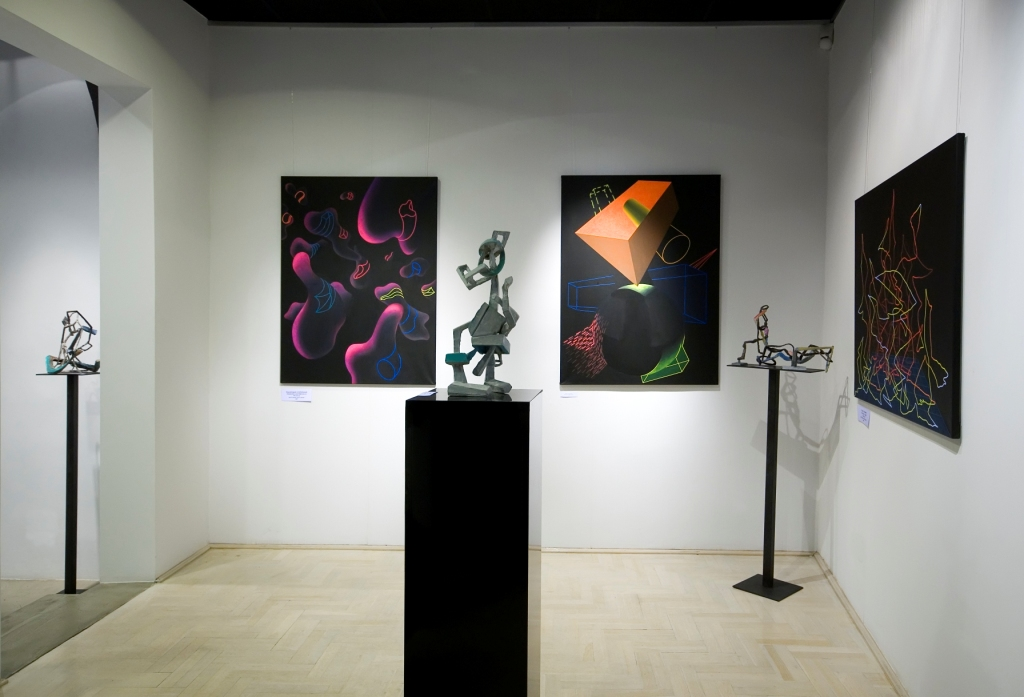
Kiállítás, részlet I.
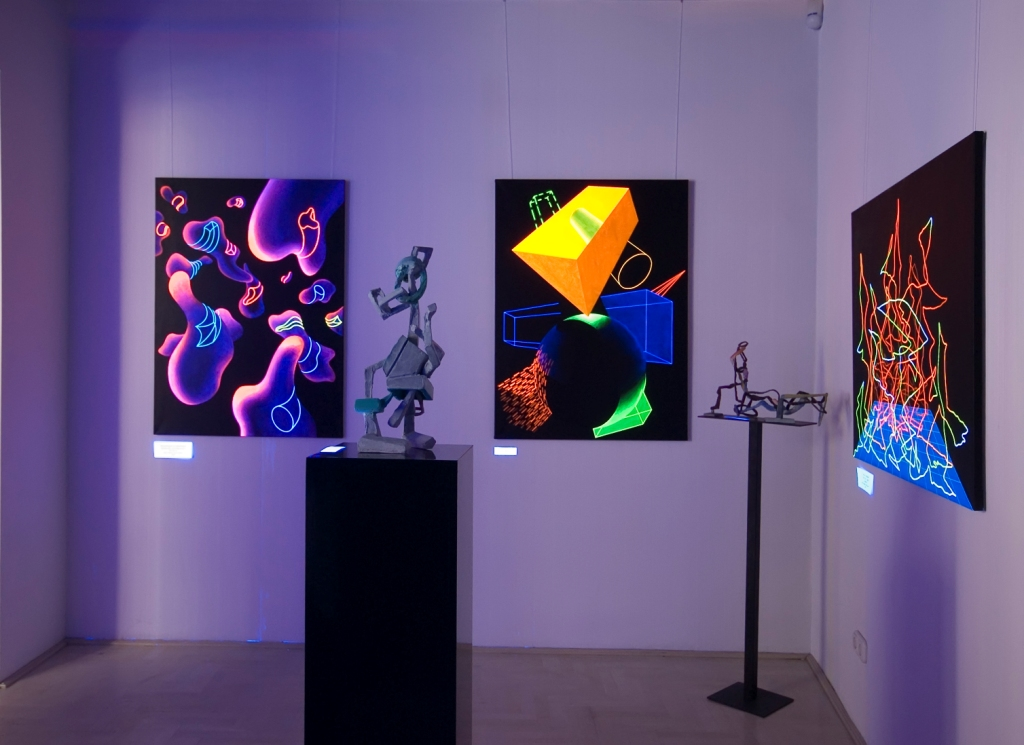
Kiállítás, részlet II.
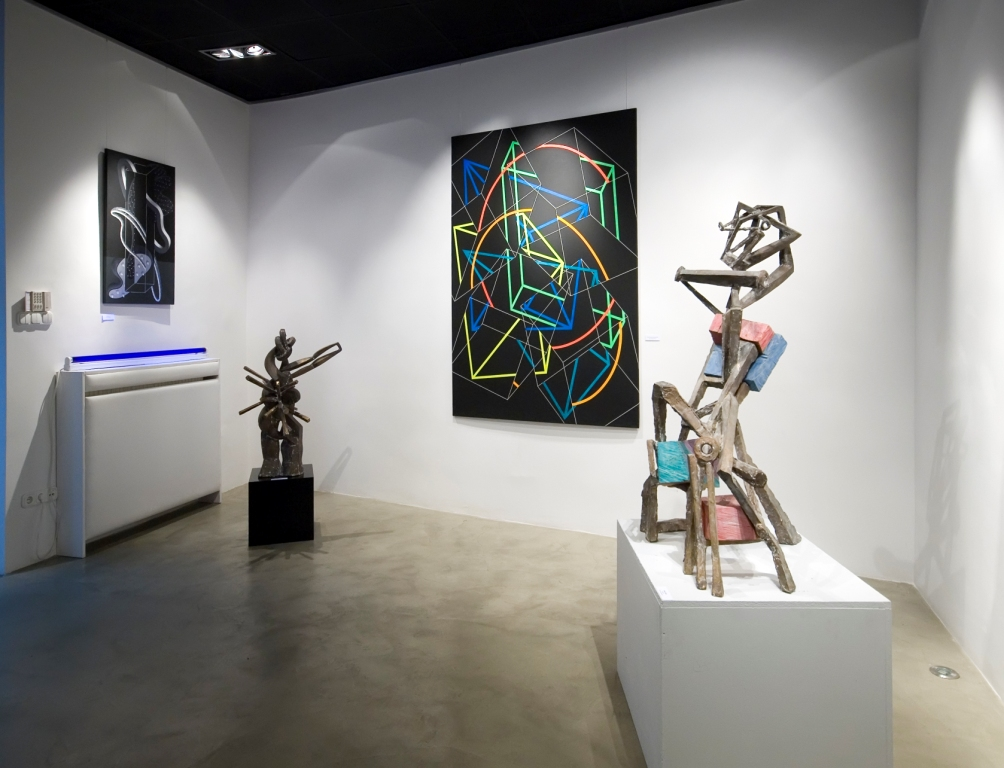
Kiállítás, részlet III.

## Egyéni kiállítások (válogatás)
- 1974 Egyetemi Színpad, Budapest
- 1975 Tízek Klubja, Békéscsaba

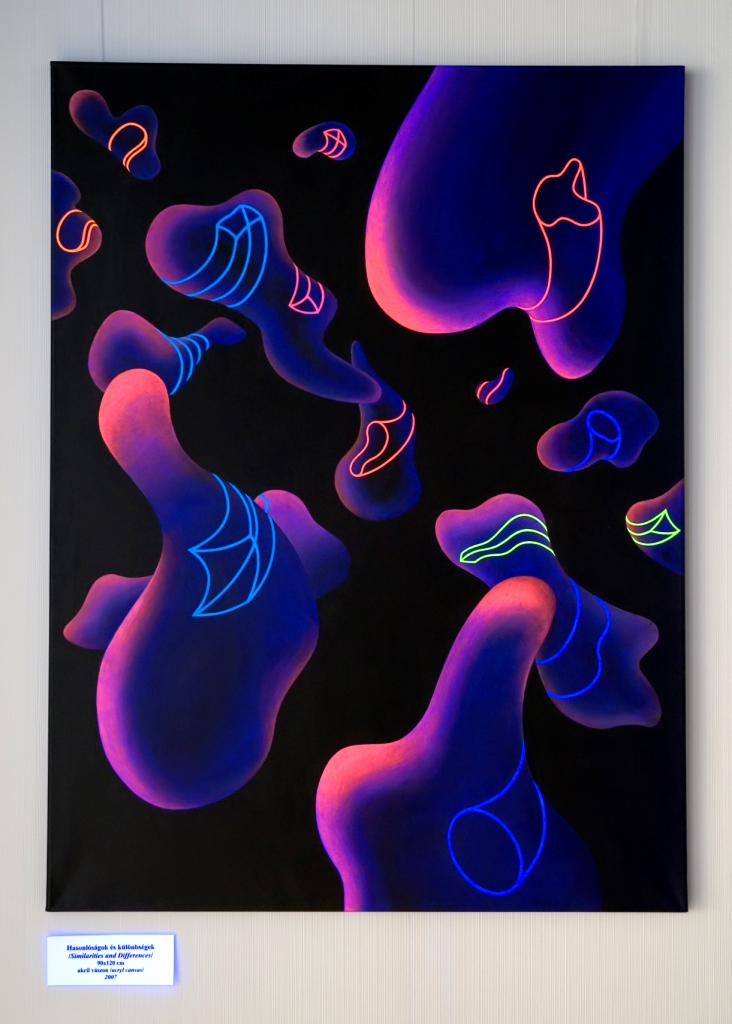
Geometria VII.

- 1976 Józsefvárosi Galéria, Budapest
- 1977 Ifjúsági Ház Galéria, Pécs
- 1984 Csók Képtár, Székesfehérvár
- 1985-1986 Műcsarnok, Budapest
- 1987 Fészek Klub, Budapest
- 1990 Attatürk Kültür Merkezi, Ankara
- 1992 Bergen Kunstforeningen, Bergen, Norvégia
- 1995 Műcsarnok, Budapest
- 1998 A 3. dimenzión innen és túl, Éri Galéria, Budapest
- 2003 Varázslatos transzparencia, Fővárosi Képtár / Kiscelli Múzeum, Budapest
- 2007 Művészetek Háza, Budapest; Templom Galéria, Eger; Mono Galéria, Budapest (Mata Attilával)
- 2008 Munkácsy Mihály Emlékház, Békéscsaba

## Csoportos kiállítások (válogatás)
- 1971 Fáklya Klub, Budapest
- 1974-1984 Nemzetközi Grafikai Biennálé, Frechen, Németország
- 1975 Neue Ungarische Konstruktivisten, Städtisches Kunstmuseum, Bonn
- 1974, 1978 Norvég Nemzetközi Grafikai Biennálé, Friedrichstadt
- 1974-1984 Krakkói Nemzetközi Biennálé, Krakkó
- 1983-1985 Grafikai Biennálé, Ljubljana
- 1978 Art Festival Int. of Gravings, Christchurch, Új-Zéland
- 1979 Nemzetközi Print Biennálé, Tokió; Kanadai Print és Rajz Biennálé, Edmonton
- 1980 Tendenciák 1970-1980. 3., Geometrikus és strukturális törekvések a hetvenes évek művészetében, Óbuda Galéria, Budapest
- 1981 Ungersk Konst 1905-1980, Liljevalchs Konsthall, Stockholm
- 1982  Brit Nemzetközi Print Biennálé, Bradford; Neue Ungarische Künstler, Stockholm, Hamburg; 8th International Exhibition of Original Drawings, Museum of Modern Art, Fiume
- 1983 15. Graficni B., Ljubljana; 9th International Exhibition of Original Drawings, Fiume; Nature-Structure-Construction, Taidemuseum, Kemi
- 1984 Systematic Artists, G. of Konzepte, Stockholm; Krakan 10 Miedzynarodowe B., Krakkó; Planum'84
- 1985 Meditáció IV., Bartók 32 Galéria, Budapest
- 1989 Szimmetria-Aszimmetria, Magyar Nemzeti Galéria, Budapest
- 1997 Olaj/ Vászon, Műcsarnok, Budapest
- 2003 Gutmann Galéria, Budapest[3]
- 2007 IX. Állami Művészeti Díjazottak kiállítása, Olof Palme-ház, Budapest

- 2023 Light Art Museum (Budapest, Hold utca)[4]

## Művei közgyűjteményekben (válogatás)
- Art Council Coll., London
- City Museum, Kemi, Finnország
- Városi Múzeum, Pazin, Horvátország
- Edmonton, Kanada
- Herman Ottó Múzeum, Miskolc
- István Király Múzeum, Székesfehérvár
- Iparművészeti Múzeum, Budapest
- Janus Pannonius Múzeum, Pécs
- Kunstmuseum, Bonn
- Kunsferein Coll., Frechen, Németország
- Kunstmuseum, Rottweil, Németország
- Magyar Nemzeti Galéria, Budapest
- Munkácsy Mihály Múzeum, Békéscsaba
- Museum of Modern Art, Zágráb, Horvátország
- Neue Galerie am Landesmuseum Joaneum, Graz, Ausztria
- Ring House Gallery Collection, Edmonton, Kanada
- Városi Képtár, Sárospatak
- Staatliche Museen, Berlin

## Szakirodalom (válogatás)
- Kovalovszky Márta: Mengyán András. Budapest : Vince Kiadó Kft., 2008. 200 o. : ill. ISBN 9789639731653
- Varázslatos transzparencia : Magic tranparency : [Fővárosi Képtár - Kiscelli Múzeum … Budapest … 2003. május 8 - június 8.] / Mengyán András ; [a kiállítást rend. Fitz Péter] Budapest : Főv. Képtár - Kiscelli Múz., 2003. 30 o. : ill. ISBN 9632101448
- Mengyán András : Műcsarnok, Budapest : 1995. október 13 - november 19. Budapest : Műcsarnok, 1995 158 o. : ill. [Magyar és angol nyelven]. ISBN 9637550712
- Mengyán András kiállítása. Székesfehérvár, Csók István Képtár, 1984. okt. (20.) - dec. (31. [Katalógus]. Szerk. Fitz Jenő. Bev. tanulm. K. Kovalovszky Márta. Kiáll. rend. K. Kovalovszky Márta, - Fotó: Csigó László, Halász István, Schopper Tibor. Székesfehérvár, 1985. [36] lev. ISBN 9637131493
- Formatervezők lesznek. A Magyar Iparművészeti Főiskola Alapképzési Programja. 1983-[19]84. Budapest, Fényes Adolf terem, 1984. nov. 30-1985. jan. 6. Kat. szerk. Gergely István, Mengyán András stb. Kiáll. rend. Dobai Ágnes. Foto: Csigó László, Kopek Gábor. Kiad. a Magyar Iparművészeti Főiskola, Műcsarnok. - The Basic Training Program of the Hungarian Academy of Applied Arts. Budapest, 1984. 44 o. ISBN 9630160153

## Társasági tagság
- Budapesti Műhely (1971-1988)
- Széchenyi Művészeti Akadémia

## Kitüntetések (válogatás)
- Munkácsy Mihály-díj (2007)
- Prima Primissima-díj (2024)[5]